# شاون ویلیامسون
شاون ویلیامسون (انگلیسی: Shawn Williamson؛ زادهٔ ۲۶ آوریل ۱۹۶۵) تهیه‌کننده اهل کانادا شهر ونکوور است. او از سال ۱۹۸۳ مشغول تولید فیلم‌های تلویزیونی، تله فیلم و فیلم بلند است.

## زندگی حرفه ای
شاون سال ۲۰۰۱ استودیو برایتلایت پیکچرز را تأسیس کرد و از همان زمان مشغول تولید فیلم‌های تلویزیونی و فیلم بلند در این استودیو می‌باشد. فیلم‌های او در مکان مختلف مثل سنگاپور، کرواسی، رومانی، فرانسه، انگلیس، ایرلندشمالی، آفریقا و استرالیا فیلم‌برداری شده‌است.
شاون در فیلم پنجاه مرده متحرک بعنوان تهیه‌کننده این فیلم کانادایی/انگلیسی حضور داشت. او در فیلم مصاحبه بعنوان دستیار تهیه‌کننده حضور داشت.

## فیلم‌شناسی
- هر نفسی که می‌کشی
- تابستان ۱۹۸۴
- غول‌آسا
- نمایش
- مصاحبه
- جنگ علیه وال استریت
- شراکتی که نگاه می‌داری
- تسخیر
- آپولو ۱۸
- دارفور